# Yuan Jai
Pour les articles homonymes, voir Yuan (homonymie).
Dans ce nom, le nom de famille, Yuan, précède le nom personnel.
Yuan Jai est une peintre contemporaine taïwanaise. Une exposition au Centre Pompidou autour de ses œuvres a lieu en 2020.

## Biographie
Yuan Jai naît à Chongqing en 1941. Elle fait une partie de ses études supérieures en Belgique, à l'Université catholique de Louvain.

## Œuvre
Yuan Jai pratique la peinture à l'encre sur soie, avec des œuvres colorées de grande dimension.